# Disney ImagiNations Parade
La Disney ImagiNations Parade est une parade présentée au parc Disneyland de 1999 à 2001 à l'occasion des festivités du millénaire. Elle a duré peu de temps car elle n'a pas récolté autant de succès que prévu.

## Histoire
- Première : 31 décembre 1999
- Dernière : mars 2001

## Chars
Il y avait 7 chars sur la parade :
- 1er char : Mickey et sa Magigolfière
- 2e char : Minnie - Asie
- 3e char : Tic et Tac - Afrique
- 4e char : Daisy - Océanie
- 5e char : Donald - Amérique du Sud
- 6e char : Dingo - Amérique du Nord
- 7e char : Pluto - Europe

Les chars atteignant une hauteur de onze mètres, l'arche entre les deux tourelles marquant l'entrée de Fantasyland a dû être supprimée. 

## Musique
La chanson de la parade était All Around the World, interprétée par Tania Hancheroff. La musique du show-stop était spécifique à chaque char.